# Empis malleola
Empis malleola är en tvåvingeart som beskrevs av Becker 1887. Empis malleola ingår i släktet Empis och familjen dansflugor. Inga underarter finns listade i Catalogue of Life.